# Pristidactylus valeriae
Espèce
Statut de conservation UICN

 EN B1ab(iii) : En danger
Synonymes
- Urostrophus valeriae Donoso-Barros, 1966
- Cupriguanus valeriae (Donoso-Barros, 1966)

Pristidactylus alvaroi est une espèce de sauriens de la famille des Leiosauridae.

## Répartition
Cette espèce est endémique du centre du Chili. Elle vit principalement dans les forêts de Nothofagus mais aussi dans les zones buissonneuses.

## Étymologie
Cette espèce est nommée en l'honneur de Valeria Donoso-Barros, la quatrième fille de Roberto Donoso-Barros.

## Publication originale
- Donoso-Barros, 1966 : Reptiles de Chile, Santiago: Universidad de Chile, p. 1-458.